# Касьяненко, Евгения Карповна
Евгения Карповна Касьяненко (24 декабря 1917, село Орловка, Ямпольского района Сумской области — 2сентября 2003, город Бурынь, Сумская область) — советская деятельница системы образования, педагог, учительница Первомайской средней школы Бурынского района Сумской области. Герой Социалистического Труда (1.07.1968). Депутат Верховного Совета СССР 2-4-го созывов.

## Биография
Родилась в крестьянской семье. Ещё в детском возрасте переехала с семьей в село Слобода Бурынского района, где окончила Первомайскую среднюю школу. В 1931 году вступила в комсомол.
В 1937—1941 г. — студентка филологического факультета Нежинского педагогического института имени Гоголя, который окончила накануне войны.
Во время немецко-советской войны в августе 1941 года была эвакуирована в Пензенскую область РСФСР. В сентябре 1941 — августе 1942 г. — учительница русского языка и литературы Андреевской неполно-средней школы Головищенского района Пензенской области. В сентябре 1942 — мае 1944 г. — директор Спиртозаводской семилетней школы Тенгушевского района Мордовской АССР.
В мае 1944 года вернулась в село Слобода Бурынского района и стала работать в Первомайской средней школе. В 1944—1978 г. — учительница украинского языка и литературы, заведующий учебной части Первомайской средней школы Бурынского района Сумской области.
Член ВКП(б) с 1948 года.
В сентябре 1957 — в августе 1964 г. — директор Первомайской средней школы Бурынского района Сумской области.
С августа 1973 года — на пенсии. Проживала сначала в селе Слободе, а затем в городе Бурынь Сумской области.

## Награды
- Герой Социалистического Труда (1.07.1968)
- орден Ленина (1.07.1968)
- орден Знак Почета (30.09.1966)
- орден Трудового Красного Знамени
- медали
- знак «Отличник народного образования Украинской ССР» (1945)